# Кампеонато Бразилейро Серия А
Шампионат на Бразилия Серия А е националното първенство по футбол на Бразилия, което определя шампиона на страната. В него се състезават 20 футболни отбора.
Шампионатът е основан през 1959 г. и до 1970 г. се провежда в две форми. Това са състезанията „Чаша на Бразилия по футбол“ (Taça Brasil), /1959 - 1968/, който се състои от клубове от всички региони на Бразилия и Турнир „Роберто Гомес Педроса“ (1967 - 1970), по известен като Robertão, в който участват отбори от най-представителните райони в Бразилия. От 1971 г. шампионатът се създава Национален шампионат на клубовете в съвременната форма „Серия А“.
Първенството се провежда всяка година. По време на надпреварата всеки отбор играе срещу всички останали по два пъти на разменено гостуване. Така първенството има 38 кръга. Първите 12 отбора се класират за континентални турнири. Последните 4 отбора отпадат в Серия Б, а първите 4 от Серия Б преминават в Серия А.
Най-успешният отбор в бразилското първенство е „Палмейрас“, успял да спечели 11 шампионски титли.

## Спортна история
Бразилия е конфедерация с голяма територия. Поради обширното географско разположение и политически особености, държавата има сравнително къса национално-клубна футболна история. Повечето щатски шампионати имат много по-дълга история от националния шампионат, и логически са смятани за по-престижни дотогава.
От началото на ХХ век различни щати на страната започват да провеждат свои собствени първенства и отношенията между щатните футболни асоциации често са много напрегнати, което се отразява дори на формирането на националния отбор. От самото начало най-престижните турнири са щатните първенства на Сао Пауло (Шампионат Паулиста) и Рио де Жанейро/Гуанабара (Шампионат Кариока). За силата на щатните първенства може да се съди по факта, че до 1970 г. Бразилия, тогава страна, спечелила три световни първенства, няма официално държавно първенство.
Отначало е имало бразилското първенство на аматьорски клубове от 1920 г. През 1937 г. се появява първото национално състезание между професионални клубове – Турнирът на шампионите на FBF (лигата на дисидентите и защитниците на професионализацията), признат от CBF през 2023 г. като бразилски шампионат. Едва от 1959 г. се провежда редовен национален турнир за професионални клубове „Чаша на Бразилия по футбол“ (Taça Brasil), създаден през 1955 г. През 1967 г. турнирът „Рио-Сао Пауло“ е разширен, за да включва отбори от други щати, става известен като турнир „Роберто Гомес Педроса“ и се счита за национално състезание.
Появяват се дебати около това, че Бразилската футболна асоциация не разпознава официално националните надпревари от 1959 до 1970 г. като национални титли, въпреки че са разпознати от Бразилския спортен съюз, предшественик на Бразилския футболен съюз, от 1959 – 1970. Съвременното бразилско футболно първенство започва едва през 1971 г., подкрепяно от полицейския режим на времето, и е улеснено от развитието на цивилната авиация и самолетния транспорт. Наречено е Национален шампионат на клубовете и се се провежда с 20 отбора. Името, броят на отборите и системата на провеждане са променяни през годините.
След това първенството е именувано Бразилска купа, Златна купа, Съюзна купа, Шампионат на Бразилия и Купа Жоао Хавеланж. Съвременното наименование „Шампионат на Бразилия Серия А“ носи от 2003 г.
През 1979 г. всички по-големи отбори от Сао Паоло, с изключение на „Палмейрас“, се отказват от надпреварата. Те протестират срещу странната система за класиране, която позволява на техните съперници „Палмейрас“ и „Гуарани“ да участват чак от последната фаза (поради това че са миналогодишни финалисти), като желаят да имат същите права като тях. Наистина странно било това, че „Гуарани“ завършили в челната 12-ица, въпреки че са изиграли само 3 мача, а „Палмейрас“ завършили на 3-то място само с 5 изиграни мача в надпревара с 96 участника.
През 1984 г., „Ювентус“, малък клуб от Сао Паоло, успява да се класира за Серия А. Участниците в надпреварата е можело по всяко време да бъдат повишени от Серия Б и същевременно да отпаднат в Серия Б по средата на шампионата.
През 1999 е въведена система, която прилича на тази на Примера дивизион, Аржентина. Двата клуба с най-малко точков актив в първата фаза на два последователни сезона, отпадат. Въпреки това тази система просъществувала само един сезон.
През 2005 г. всеки отбор играе 42 игри, 21 у дома, и 21 навън, общо 462 игри. Шампионът и вторият автоматически се класират за Копа Либертадорес. 11 от мачовете през 2005 са анулирани заради скандал по купуване на мачове и трябвало да бъдат преиграни.
Сезоните с най-много участници са: 2000 г. (116 участника), 1979 (94 участника), 1986 (80 участника). От 2006 г. досега първенството е с 20 отбора.

## Континентални състезания
Клубовете, класирани от първо до шесто място получават право да играят в най-престижният южноамерикански турнир Копа Либертадорес КОНМЕБОЛ. Първите четири отбора се включват направо в груповата фаза. Клубовете, класирани на пето и шесто място, започват турнира във втория кръг и трябва да преминат през 2 квалификационни етапа, за да достигнат до груповата фаза.
Бразилските клубове също могат да се класират за груповата фаза на Копа Либертадорес  КОНМЕБОЛ през следващия сезон, като спечелят самия турнир, Копа Бразилия или Копа Судамерикана. Ако отбор, който завърши сезона сред първите 6, спечели една от тези три купи, тогава неговото място в турнира за Купата „Либертадорес КОНМЕБОЛ“ се заема от следващия в класирането. Така седми, осми и дори девети клубове могат да се класират за участие в първия кръг на този турнир.
Отборите, класирали се от 7-о до 12-о място, се включват в турнира за Купата на Южна Америка. Но, както беше обяснено по-горе, в зависимост от резултатите от трите купи, 13-ият, 14-ият и дори 15-ият клуб могат да се класират за Копа Судамерикана. По този начин от Серия А могат да се класират между 12 и 15 клуба в континентални състезания. 

### Отличия и трофеи
Наградата Бола де Оуро на списание Плакар е най-старото отличие, а Трофео Осмар Сантос и Трофео Хоао Салданя са награди, раздавани от списание Ланс.
- Златна топка на Бразилия
- Голмайстори на бразилското първенство по футбол
- Футболни награди Глобо и КБФ

### Отбори, състезаващи се през сезон 2014
Списък от 20-те отбора, състезаващи се през сезон 2014:
- Атлетико Минейро

- Атлетико Паранаенсе

- Баия

- Ботафого

- Чапекоензе

- Гремио

- Интернасионал

- Коринтианс

- Коритиба

- Крузейро

- Палмейраш

- Сантош

- Сао Пауло

- Португуеза - Португуеза

- Крисиума

- Спорт Клуб до Ресифе - Спорчи

- Фламенго

- Гояш Ешпорте Клубе - Гояш

- Флуминенсе

- Фигейренсе

#### Класирали се в Серия А след края на сезон 2013
- Палмейрас

- Чапекоензе

- Спорт Клуб

- Фигейренсе

#### Изпаднали от Серия А след края на сезон 2013
- Португеза

- Вашко да Гама

- Понте Прета

- Наутико

## Статистика
Интернационал е единственият отбор, който през 1979 успял да завърши без нито една загуба. Също така в мач между Гоиас и Крузейро били изгонени 14 играча.
През 1977 Атлетико Минеро завършват непобедени, но биват победени на дузпи от Сао Паоло.
Роберто Динамите е играчът с най-много вкарани голове в историята на Бразилската Серия А, със 120 гола за 20 сезона (1971 – 1989).
От 2009 насам, само Крузейро, Фламенго и Интернационал са участвали във всички издания на шампионата.
През 2003, Крузейро успява да спечели първата си титла като прави най-добрата кампания в историята на Бразилската Серия А, завършвайки със 100 точки и 106 гола.

## Серия А в България
Бразилското футболно първенство за първи път се излъчва през 2007 г. по телевизия Евроком. Двубоите от шампионата се излъчват от 2007 до 2009 г. и отново от 2013 до 2015 г. Титулярен коментатор на двубоите е Станимир Бакалов, известен сред феновете на шампионата с прозвището си „Ел Феномено“. Освен него, мачове от Серия А са коментирали Бойко Котев, Виктория Младенова, Кристиян Кръстева и др. Известно време Евроком предава мачовете от Серия Б и първенствата на местните щати.